# Marie Hesensko-Kasselská
Marie Žofie Hesensko-Kasselská (německy: Marie Sophie Friederike von Hessen-Kassel, dánsky: Marie Sophie Frederikke af Hessen-Kassel; 28. října 1767, Hanau – 21. března 1852, zámek Frederiksberg, Kodaň) byla rodem německá princezna a sňatkem jako manželka dánského krále Frederika VI. v letech 1808–1839 dánská královna.

## Životopis
Marie byla prvorozenou dcerou a nejstarším potomkem lankraběte Karla Hesensko-Kasselského a jeho manželky Luisy, dcery dánského a norského krále Frederika V. a britské princezny Luisy. To z ní činilo neteř a zároveň sestřenici dánského a norského krále Kristiána VII. a dánského dědičného prince Frederika.  
31. července roku 1790 se na zámku Gottorp ve Schleswigu provdala za svého bratrance, dánského korunního prince Frederika. Frederik byl v té době, v 22 letech, již šest let regentem svého otce Kristiána VII. nezpůsobilého vládnout a jako takový byl faktickým vládcem Dánska. Po smrti Kristiána VII. v roce 1808 pár usedl na dánský trůn, z něhož pak zemi panoval dvě desetiletí. V době, kdy se Frederik VI. účastnil Vídeňského kongresu (1814/1815), byla Marie sama regentkou.
Frederikova volba Marie za manželku byla více než politickými důvody vedena snahou projevit nezávislost na královském dvoře. Veřejnost přijala manželství s velkým nadšením, neboť Marie byla považována za Dánku, nikoli za cizinku (její matka byla třetí – nejmladší dcerou krále Frederika V. a Marie sama vyrůstala v Dánsku, kde její otec zastával důležitou pozici guvernéra provincií) a byla při svém příjezdu do Kodaně nadšeně přivítána. Na královském dvoře byla Marie zastíněna královou sestrou Luisou Augustou, jež byla skutečnou první dámou dvora. V podstatě však žil pár měšťanským, občanským způsobem života a byl velmi oblíben.
V době, kdy se její manžel účastnil Vídeňského kongresu (1814/1815), byla regentkou. Zabývala se politikou a genealogií a publikovala např. pojednání o politické situaci v Dánsku v letech 1804–1814 – Exposé de la situation politique du Danemarc in 1807–14, nebo genealogickou studii dánského vládnoucího rodu (která později inspirovala krále Frederika VII. k tomu, že při řešení problému se svým nástupcem zvolil glückburského prince Kristiána, jenž se později skutečně stal dánským králem). Marie se věnovala i charitativní činnosti, od roku 1815 především organizaci Det Kvindelige Velgørende Selskab.
Od roku 1815 byl její život jako královny klidnější a společenského života se účastnila jen tehdy, když to bylo nutné k plnění jejích reprezentačních povinností. Jedním z důvodů jejího samotářského životního stylu bylo údajně zranění z jejího posledního komplikovaného porodu v roce 1808, kvůli kterému se zřejmě musela pohybovat opatrněji.
V roce 1839 královna Marie ovdověla. Po ovdovění se stáhla z veřejného života, stále však byla respektovaná jako symbol staré dynastie. Zemřela 13 let po svém manželovi ve věku 84 let, 21. března 1852 v paláci Frederiksborg v Kodani. Byla pochována po boku svého muže v katedrále v Roskilde, místě posledního odpočinku dánských králů.

## Manželství a potomci
Marie byla pod silným tlakem požadavku dát králi syna a dědice. Z jejích osmi dětí byli dva chlapci, oba však zemřeli několik dní po narození, v útlém věku zemřela i čtyři děvčátka; pouze dvě dcery se dožily dospělosti.
- Kristián (22. září 1791 – 23. září 1791)
- Marie Luisa (19. listopadu 1792 – 12. října 1793)
- Karolina (28. října 1793 – 31. března 1881), ⚭ 1829 Frederik Ferdinand Dánský (22. listopadu 1792 – 29. června 1863)
- Luisa (21. srpna 1795 – 7. prosince 1795)
- Kristián (1. září 1797 – 5. září 1797)
- Juliana Luisa (12. února 1802 – 23. února 1802)
- Frederika Marie (3. června 1805 – 14. června 1805)
- Vilemína Marie (18. ledna 1808 – 30. května 1891),
⚭ 1828 Frederik (6. října 1808 – 15. listopadu 1863), vévoda šlesvický, holštýnský a lauenburský a jako Frederik VII. král dánský od roku 1848 až do své smrti, manželé se rozvedli v roce 1834
⚭ 1835 Karel Šlesvicko-Holštýnsko-Sonderbursko-Glücksburský (30. září 1813 – 24. října 1878)

Poslední porod byl natolik těžký a komplikovaný, že jí způsobil trvalé následky, jež jí nejen znemožnily mít další dítě, ale nedovolily jí ani žít sexuálním životem. Za této situace byla nucena akceptovat mimomanželský vztah králův s Frederikkou Dannemand.
Protože tehdejší následnické právo neumožňovalo nastoupit na trůn ženě, stal se nástupcem Frederika VI. na dánském trůnu jeho bratranec Kristián VIII., syn Frederika Dánského, mladšího nevlastního bratra Frederikova otce.
Královna Marie si naříkala a postrádala, že nemá syny ani vnoučata. Když její nejmladší sestra Luisa Karolina ovdověla, byla většina z jejích početných potomků ještě velmi malá, přijala královna Marie některé z mladších dětí své sestry do svého opatrovnictví v královské domácnosti. Děti byli mnohem mladší než královniny dvě přeživší dcery. Jedním z jejích pěstounů byl princ Kristián, budoucí král Kristián IX., který na dánský trůn nastoupil v roce 1863.
Budoucí král Kristián IX. a jeho žena Luisa Hesensko-Kasselská dokonce pojmenovali svoji druhou, v roce 1847 narozenou, dcerku na počest královny Marie, "Marie Sophie Frederikke Dagmar". Malá dánská princezna byla však před svojí vlastní svatbou známá spíše pod jménem "Dagmar". Po své svatbě s ruským carevičem Alexandrem v roce 1866 přijala jméno Marie Fjodorovna, čímž si zachovala své první křestní jméno, které obdržela po, v roce 1852, zesnulé královně Marii.

## Vývod z předků
|                            |                                 |  |                     |                                          |  |  |  |  |  |  |  | Karel I. Hesensko-Kasselský |
|                            |                                 |  |                     |                                          |  |  |  |  |  |  |  |                             |
|                            | Vilém VIII. Hesensko-Kasselský  |  |                     |                                          |  |  |  |  |  |  |  |                             |
|                            |                                 |  |                     |                                          |  |  |  |  |  |  |  |                             |
|                            |                                 |  |                     | Marie Amálie Kuronská                    |  |  |  |  |  |  |  |                             |
|                            |                                 |  |                     |                                          |  |  |  |  |  |  |  |                             |
|                            | Fridrich II. Hesensko-Kasselský |  |                     |                                          |  |  |  |  |  |  |  |                             |
|                            |                                 |  |                     |                                          |  |  |  |  |  |  |  |                             |
|                            |                                 |  |                     | Mořic Vilém Sasko-Zeitzský               |  |  |  |  |  |  |  |                             |
|                            |                                 |  |                     |                                          |  |  |  |  |  |  |  |                             |
|                            | Dorotea Vilemína Sasko-Zeitzská |  |                     |                                          |  |  |  |  |  |  |  |                             |
|                            |                                 |  |                     |                                          |  |  |  |  |  |  |  |                             |
|                            |                                 |  |                     | Marie Amálie Braniborská                 |  |  |  |  |  |  |  |                             |
|                            |                                 |  |                     |                                          |  |  |  |  |  |  |  |                             |
|                            | Karel Hesensko-Kasselský        |  |                     |                                          |  |  |  |  |  |  |  |                             |
|                            |                                 |  |                     |                                          |  |  |  |  |  |  |  |                             |
|                            |                                 |  |                     | Jiří I.                                  |  |  |  |  |  |  |  |                             |
|                            |                                 |  |                     |                                          |  |  |  |  |  |  |  |                             |
|                            | Jiří II.                        |  |                     |                                          |  |  |  |  |  |  |  |                             |
|                            |                                 |  |                     |                                          |  |  |  |  |  |  |  |                             |
|                            |                                 |  |                     | Žofie Dorotea z Celle                    |  |  |  |  |  |  |  |                             |
|                            |                                 |  |                     |                                          |  |  |  |  |  |  |  |                             |
|                            | Marie Hannoverská               |  |                     |                                          |  |  |  |  |  |  |  |                             |
|                            |                                 |  |                     |                                          |  |  |  |  |  |  |  |                             |
|                            |                                 |  |                     | Jan Fridrich Braniborsko-Ansbašský       |  |  |  |  |  |  |  |                             |
|                            |                                 |  |                     |                                          |  |  |  |  |  |  |  |                             |
|                            | Karolina z Ansbachu             |  |                     |                                          |  |  |  |  |  |  |  |                             |
|                            |                                 |  |                     |                                          |  |  |  |  |  |  |  |                             |
|                            |                                 |  |                     | Eleonora Sasko-Eisenašská                |  |  |  |  |  |  |  |                             |
|                            |                                 |  |                     |                                          |  |  |  |  |  |  |  |                             |
| 'Marie Hesensko-Kasselská' |                                 |  |                     |                                          |  |  |  |  |  |  |  |                             |
|                            |                                 |  |                     |                                          |  |  |  |  |  |  |  |                             |
|                            |                                 |  | Frederik IV. Dánský |                                          |  |  |  |  |  |  |  |                             |
|                            |                                 |  |                     |                                          |  |  |  |  |  |  |  |                             |
|                            | Kristián VI.                    |  |                     |                                          |  |  |  |  |  |  |  |                             |
|                            |                                 |  |                     |                                          |  |  |  |  |  |  |  |                             |
|                            |                                 |  |                     | Luisa Meklenburská                       |  |  |  |  |  |  |  |                             |
|                            |                                 |  |                     |                                          |  |  |  |  |  |  |  |                             |
|                            | Frederik V.                     |  |                     |                                          |  |  |  |  |  |  |  |                             |
|                            |                                 |  |                     |                                          |  |  |  |  |  |  |  |                             |
|                            |                                 |  |                     | Kristián Jindřich Braniborsko-Kulmbašský |  |  |  |  |  |  |  |                             |
|                            |                                 |  |                     |                                          |  |  |  |  |  |  |  |                             |
|                            | Žofie Magdalena Braniborská     |  |                     |                                          |  |  |  |  |  |  |  |                             |
|                            |                                 |  |                     |                                          |  |  |  |  |  |  |  |                             |
|                            |                                 |  |                     | Žofie Kristýna Wolfsteinská              |  |  |  |  |  |  |  |                             |
|                            |                                 |  |                     |                                          |  |  |  |  |  |  |  |                             |
|                            | Luisa Dánská a Norská           |  |                     |                                          |  |  |  |  |  |  |  |                             |
|                            |                                 |  |                     |                                          |  |  |  |  |  |  |  |                             |
|                            |                                 |  |                     | Jiří I.                                  |  |  |  |  |  |  |  |                             |
|                            |                                 |  |                     |                                          |  |  |  |  |  |  |  |                             |
|                            | Jiří II.                        |  |                     |                                          |  |  |  |  |  |  |  |                             |
|                            |                                 |  |                     |                                          |  |  |  |  |  |  |  |                             |
|                            |                                 |  |                     | Žofie Dorotea z Celle                    |  |  |  |  |  |  |  |                             |
|                            |                                 |  |                     |                                          |  |  |  |  |  |  |  |                             |
|                            | Luisa Hannoverská               |  |                     |                                          |  |  |  |  |  |  |  |                             |
|                            |                                 |  |                     |                                          |  |  |  |  |  |  |  |                             |
|                            |                                 |  |                     | Jan Bedřich Braniborsko-Ansbašský        |  |  |  |  |  |  |  |                             |
|                            |                                 |  |                     |                                          |  |  |  |  |  |  |  |                             |
|                            | Karolina z Ansbachu             |  |                     |                                          |  |  |  |  |  |  |  |                             |
|                            |                                 |  |                     |                                          |  |  |  |  |  |  |  |                             |
|                            |                                 |  |                     | Eleonora Sasko-Eisenašská                |  |  |  |  |  |  |  |                             |
|                            |                                 |  |                     |                                          |  |  |  |  |  |  |  |                             |